# シロアリモドキ
シロアリモドキ（白蟻擬、擬白蟻）は、シロアリモドキ目（紡脚目、Embioptera）と呼ばれる目の熱帯性の昆虫の総称。日本にはコケシロアリモドキなど3種が生息する他、外来種が確認されている。

## 概要
シロアリモドキといわれるが見た目はシロアリのそれとは似ていない。触角は糸状で、最低16節、最高32節に分かれる。単眼はなく、複眼は小さい。オスは大概有翅であるが、メスはすべて無翅である。翅はシロアリと同じ形を呈する。前肢の跗節は三節からなるが、その第1節が肥大しており、そこに巣の材料の絹糸をつくる紡糸腺があるため、紡脚目とも呼ばれる。
巣では亜社会的な生活が営まれている。

## 分類
- Clothodidae
- Embiidae
- Notoligotomidae
- Embonychidae
- Anisembiidae
- Australembiidae
- シロアリモドキ科（Oligotomidae）
  - シロアリモドキ Oligotoma saundersii (Westwood, 1837)
  - タイワンシロアリモドキ Oligotoma humbertiana (Saussure, 1896)
  - コケシロアリモドキ Aposthonia japonica Okajima, 1926
  - Haploembia solieri (Rambur, 1842) - 2018年に兵庫県神戸市の摩耶運動公園から、日本で初めて発見された[1]。